# Darien (Illinois)
Darien ist eine Stadt im DuPage County des US-Bundesstaates Illinois. Bei der Volkszählung 2020 hatte die Stadt 22.011 Einwohner.

## Geographie
Darien liegt in der Metropolregion Chicago, circa 26,8 Meilen vom Flughafen Chicago.
Das Rathaus von Darien war bis 1994 vollkommen im Untergrund, als es angehoben wurde. Seither befinden sich nur noch 75 % des Rathauses unter der Erde. Das Rathaus ist auf drei Seiten von Downers Grove umgeben.
Der Illinois Waterway verläuft nahe Dariens.

### Umliegende Städte
- Downers Grove
- Westmont
- Woodridge
- Willowbrook

## Geschichte
Die ersten Siedler kamen aus Neuengland über den Eriekanal und die Großen Seen. Unter den ersten Siedlern war Thomas Andrus mit seiner Familie. Sie siedelten 1835 an einer alten Pferdekutschenstraße.
Andrus nannte die Gegend Cass. Zusammen mit einem Father Beggs baute er die erste Kirche in Cass auf. Der Friedhof im Westen der Kirche, kann heute noch besucht werden. Im Laufe der Zeit wurde die Kirche auch als Schulhaus benutzt.
Elisha und Eliza Smart siedelten im Jahr 1838 in Cass, zusammen mit ihren 10 Kindern. Jedoch kam Elisha bald in den Goldrausch und verließ die Stadt, um nach Kalifornien zu gehen. Er kehrte jedoch sieben Jahre später als reicher Mann zurück. Im Laufe der Zeit vergrößerte sich der Landbesitz von Cass durch Schenkungen von Bürgern, bzw. deren Erwerb.
Martin B. Madden, ein irischer Migrant, kam im 19. Jahrhundert nach Cass und wurde zum Stadtrat von Chicago und später sogar zum Mitglied des Repräsentantenhaus der Vereinigten Staaten. Er nannte die Gegend zurückblickend Castle Eden.
Eine Gruppe deutscher Protestanten kam im Jahr 1859 nach Cass. Sie erbauten die St. John Lutheran Church und den Friedhof bei der Kirche. Im Jahr 1860 wurde eine Schule errichtet, die heute als Museum dient. Die Stadt Lace wurde im Jahre 1890 gegründet. Ein Postgebäude wurde im Jahr 1884 erbaut.
Darien geht auf die Siedlungsgebiete Cass und Lace zurück. Die offizielle Erhebung zur Stadt fand im Jahr 1969 statt. Der Name Darien wurde daher eingebracht, da ein Mitglied des Gründungsgremiums kurz zuvor in Darien (Connecticut) war und ihm die Stadt sehr gefiel.

## Wirtschaft und Infrastruktur
Durch die Nähe zu Chicago hat Darien eine sehr gut ausgebaute Infrastruktur. Die Autobahnen Interstate 55, Interstate 294 und Interstate 355 sind nahe Dariens.
Der O’Hare International Airport, der Flughafen Chicagos ist nur 26,8 Meilen von Darien entfernt.
Die American Academy of Sleep Medicine (AASM), eine 1975 gegründete medizinische Fachgesellschaft auf dem Gebiet der Schlafmedizin hat hier ihren Sitz.

## Populärkultur
Das Motto der Stadt lautet „A nice place to live“, welches dem Motto der Zurück-in-die-Zukunft-Stadt Hill Valley entspricht.

## Söhne und Töchter der Stadt
- Rudy Fratto (* 1943), Chicago Outfit
- Agnė Lukoševičiūtė (* 1998), litauische Hammerwerferin